# Менструален синхрон
Менструалният синхрон или ефектът Макклинток е феномен описан за пръв път в 1971 година и твърдящ, че менструалният цикъл на жени живеещи заедно в общи помещения като домакинство, затвор, манастир, публичен дом, общежитие или казарма се синхронизира с времето.
Съществуването на менструална синхронизация не е безспорно установено и изследванията, занимаващи се с тезата са научно оспорвани.

## Научни изследвания
Психологът Марта Макклинток първа изследва менструалния синхрон, описвайки работата си в журнала „Nature“ през 1971 година.
През 1998 Макклитнок публикува проучване подкрепящо предишните ѝ изводи. Това изследване се опитва да докаже, че миризмата на материал иззет от подмишниците на жени в овулация има влияние върху дължината на цикъла при други жени.  Миризмите извлечени от донор в деня на овулацията или следващите два дни забавят овулацията и следователно удължават менструалния цикъл при реципиентите. Този удължаващ или съкращаващ ефект е възможно да демонстрира регулацията на човешките биологични ритми чрез миризми и феромони. 
Друг експеримент включващ 20 лесбийски двойки показва, че повече от половина от запитаните двойки имат същия цикъл в рамките на максимално разминаване от два дни.  Подобно изследване с 29 лесбийски двойки не успява да произведе данни, подкрепящи синхронизацията на менструалния цикъл. Вместо това са отчетени тенденции на увеличаващо се разминаване.

## Критика
Ако се приеме, че всички жени имат средностатистически менструален цикъл от 28 дни, максималното разминаване между две овулации би било 14 дни (идеално разминаване) и минималното нула дни (идеална синхронизация). В такъв случай средностатистическото разминаване би било 7 дневно. Това означава, че по начало в половината ще бъде наблюдавано разминаване по-малко от 7 дни. През 1971 година Макклинток наблюдава 5 дневно средно разминаване. Статистически погледнато такова разминаване е възможно да е случайно отклонение. 
Повечето изследвания на менструалния синхрон са ретроспективни, зависещи от данни събрани въз основа на спомените на участниците. Спомените са източник на възможни отклонения и неточности. 
Взаимодействието между теоретичната менструална синхронизация и дължината на цикъла не е обяснена. Две жени чиито цикли се различават в продължителността си с два дена могат да почнат да менструират в един и същ ден при първия цикъл, но да се за разминават с два дена при следващия цикъл. Няма изследване на ефекта Макклинток показващо дългосрочната синхронизация на менструалните цикли. 
Методически грешки също са давани като примери за неточността на изследванията на менструалния синхрон:
| „ | Да приемем, че изследването започва на 1 октомври. Участник А, с 28 дневен цикъл, започва да менструира на 27 септември, след това на 25 октомври а и после на 22 ноември. Участник Б, с 30 дневен цикъл, започва менструацията си на 5 октомври следващият път на 4 ноември. Наивен изследовател би могъл да констатира, че циклите са се разминавали с 20 дена в началото (25 октомври и 5 октомври) и впоследствие са се сближили до 18 дневно разминаване (4 ноември и 22 ноември), следователно се синхронизират. Всъщност обаче двете участнички са се размнавали с 8 дена в началото (27 сетпрември и 5 октомври) и следователно разминаването се увеличава. | “ |

Такъв вид методически грешки са по-вероятни в малки изследвания като тези занимаващи се с менструалния синхрон.
Х. Клайд Уилсън от Университета на Мисури анализира изследването и метода на събиране на данни при Макклинток и други научни проекти занимаващи се с менструалния синхрон. Той намира съществени грешки в математическите изчисления и събирането на данни както и в използваната дефиниция за синхрон. Уилсън провежда собствени клинични тестове, които заедно с неговата критика върху съществуващите изследвания опровергават тезата, че феромоните имат ефект върху биологическите ритми. Също така аргументите за съществуването на менструална синхронизация изчезват при корекцията на методическите грешки на първоначалните проучвания. 